# ローソク温泉
ローソク温泉（ろーそくおんせん）は岐阜県中津川市にある温泉。

## 泉質
放射能泉

## 温泉街
1軒宿の湯ノ島ラジウム鉱泉保養所がある。
療養温泉のため、石鹸・シャンプー類は使用禁止であった。
しかし、宿泊者のみ午後6時以降は使用できるようになった。

## 歴史
武田信玄に敗れた落武者が発見したとの伝説がある。
1945年に療養温泉として現在の施設が開業した。観光地としての俗化を防ぐため、1983年秋まで電気を通していなかったので、夜はローソクの灯を使用していた。この事からローソク温泉と呼ばれるようになった。

## アクセス
- 鉄道: 恵那駅より送迎あり。美乃坂本駅よりタクシー
- 車：恵那ICより約20分